# ПВС
ПВС — провід зі скрученими мідними жилами з ПВХ ізоляцією та з ПВХ оболонкою, гнучкий, розрахований на напругу до 380В.
Розшифровка позначення ПВС: «П» — провід; «В» — ізоляція й оболонка з ПВХ-пластикату (вінілу); «С» — сполучний.

## Призначення
Призначений для приєднання електроприладів і електроінструменту для догляду за житловими приміщеннями та їх ремонту, а також підключення побутових приладів, таких як пральні машини, холодильники, засоби малої механізації для садівництва й городництва та інших схожих машин і приладів. Також використовується для виготовлення подовжувачів на напругу до 380В. Ізольовані жили п'ятижильних проводів допускається скручувати навколо сердечника.
Універсальність ПВС як провідника полягає в його зручності й універсальних характеристиках: висока гнучкість і висока зносостійкість. ПВС витримує велике навантаження, як на злам, так і на розрив, його можна гнути.

## Будова
Кабель ПВС виготовляють із багатодротової струмопровідної жили круглої форми перерізом від  0,75 до 2,5 мм². Ізоляцію й оболонку кабелю виготовлено з ПВХ пластикату, а жили скручуються між собою без наповнювача. Крім того, провід ПВС має оболонку, яка нанесена з заповненням простору між жилами, внаслідок чого провід має округлу форму.

## Характеристика
- Струмопровідна жила мідна круглої форми, багатодротова
- Ізоляція ПВХ пластикат
- Скрутка ізольованих жил — скручені без наповнювача
- Температура експлуатації від −25 °C до +40 °C
- Мінімальна температура прокладки провода −20 °C
- Тривало допустима температура нагріву жил +70 °C
- Стійкість до горіння — не розповсюджує горіння при одинарному прокладанні
- Мінімальний термін служби — не менше 6 років
- Термін служби у разі стаціонарного прокладання — не менше 10 років
- Кількість жил — від 2 до 5